# Maruv
Hanna Korsoun (en ukrainien : Ганна Корсун; en russe : А́нна Ко́рсун), née Popélioukh (Попелюх), dite Maruv (parfois stylisé en MARUV), née le 15 février 1991 à Pavlohrad en Ukraine, est une auteure-compositrice-interprète, réalisatrice artistique et poétesse ukrainienne.

## Biographie
Hanna Popélioukh naît le 15 février 1991 à Pavlohrad. Dès ses années d'école, elle étudie la musique et la danse. Elle sort diplômée de l'Université Nationale Polytechnique de Kharkov, totalement indépendamment de sa carrière musicale.

## Carrière

### Débuts
Elle participe en 2014 à l'émission de télé-crochet Holos kraïny, version ukrainienne de The Voice. Elle rejoindra l'équipe de Sergueï Lazarev, et sera éliminée aux quarts de finale. Elle créera par la suite le groupe The Pringlez, avec son mari Oleksandr Korsoun, avec qui elle partira en tournée à travers le pays. Le groupe représente l'Ukraine au concours de chansons New Wave en 2015. Ils participent ensuite à la sélection nationale ukrainienne pour le Concours Eurovision de la chanson 2016 avec la chanson Easy Love, mais ne parviennent pas à se qualifier pour la finale.

### 2017: Transition vers le nom de Maruv
En 2017, le groupe change de nom et devient Maruv. Ils décident également, en plus du changement de nom, d'effectuer un changement de style, passant d'un style pop-rock à un style plus moderne et recherché. En mai 2017 sort leur premier album, intitulé Stories, qui comporte des chansons en ukrainien, mais aussi en russe et en anglais. La même année, elle fait la rencontre du guitariste et DJ Mikhaïl Boussine, également connu sous le nom de BOOSIN. Ils créent ensemble le label «Zori Sound» et décident de travailler ensemble sous le nom « Maruv & Boosin ». Ils écriront ensemble des chansons pour d'autres artistes ukrainiens, puis sortiront les chansons Spini et Drunk Groove. La chanson sort fin 2017. Ils donneront également un concert, le 10 juin 2018 à Moscou, à l'occasion de l'ouverture de la Coupe du monde de football de 2018. L'été même, ils sortent un single intitulé Focus on Me, qui fera partie de l'album Black Water, sorti le 15 septembre 2018.

### 2019: Concours Eurovision de la chanson et polémiques
En février 2019, Maruv participe à Vidbir, émission servant de sélection nationale pour l'Ukraine au Concours Eurovision de la chanson 2019, qui se tiendra à Tel-Aviv en Israël. Elle remplace la chanteuse Tayanna, qui avait abandonné la compétition. Elle participe alors avec la chanson Siren Song et finit par remporter la compétition. Seulement, les droits de la chanson étaient détenus par Warner Music Russia,, et le label avait organisé son tout premier concert en solo, qui devait se dérouler le 6 avril 2019 à Moscou, capitale de la Russie, pays avec lequel l'Ukraine est en guerre. Le Ministre de la Culture et vice-Premier Ministre ukrainien, Viatcheslav Kyrylenko, déclare alors que les artistes ayant réalisé des concerts en Russie ou « ne reconnaissant pas l'intégrité territoriale de l'Ukraine » ne devraient pas participer au Concours Eurovision de la chanson. Lors de la finale, la jurée Jamala lui a même demandé si elle voyait la Crimée comme ukrainienne, question à laquelle elle a répondu par l'affirmative.
Le contrat qu'elle dut alors signer afin de représenter l'Ukraine stipulait, entre autres choses, que les droits d'auteur de Siren Song devaient être retirés à Warner Music Russia, qu'elle devait annuler les deux concerts prévus en Russie, ou encore qu'elle ne devrait pas parler aux journalistes sans accord préalable du diffuseur, UA:PBC, et ce, sous peine d'une amende de 2 millions de hryvnias, soit environ 65 400 €. Maruv a alors qualifié ce contrat d'« absurde » et a refusé de le signer, expliquant plus tard que certaines clauses du contrat feraient d'elle une « esclave » si elle acceptait de le signer. Elle déclare par la suite : « Je suis une musicienne, et non pas une batte de baseball dans l'arène politique ». Le 25 février, le diffuseur UA:PBC révèle ne pas avoir trouvé de terrain d'entente avec Maruv, et qu'elle ne représentera finalement pas son pays au Concours Eurovision de la chanson 2019. Le diffuseur a par la suite proposé aux artistes s'étant classés deuxièmes et troisièmes de la présélection, à savoir Freedom Jazz et KAZKA, de prendre la place de Maruv et de représenter le pays ; ceux-ci ont refusé. Il est alors annoncé le 27 février 2019 que l'Ukraine ne participera pas au Concours Eurovision de la chanson 2019, faute d'avoir trouvé un remplaçant.

## Vie privée
Hanna Korsoun est mariée à Oleksandr Korsoun, avec qui elle a formé le groupe The Pringlez.

## Discographie

### Albums studio
- 2017 : Stories
- 2018 : Black Water

### Singles
- 2017 : Сонце (Sontse)
- 2017 : Let Me Love You
- 2017 : Спини (Spyny)
- 2017 : Drunk Groove (avec BOOSIN)
- 2018 : Focus on Me
- 2018 : Black Water
- 2018 : For You (avec Faruk Sabanci)
- 2019 : Siren Song
- 2019 : Mon Amour (avec Quentin Mosimann)